# Daewoo
Daewoo était un groupe industriel sud-coréen fondé par Kim Woo-choong, présent dans de nombreux domaines, dont la construction navale, le bâtiment, les armes, l'électroménager, l'électronique et l'automobile.
Dissous par le gouvernement sud-coréen en 1999, il en subsiste quelques anciennes divisions sous forme d'entités indépendantes.

## Prononciation
Le mot daewoo se prononce « dèou ». En France, dans les années 1990, une campagne de publicité institutionnelle — média TV, radio et presse écrite — reprenait cette signature : « Daewoo... Prononcez Dé-ou ». En coréen, ce mot 대우 daewoo signifie « grand univers ». Le logo symbolisait un volcan.

## Histoire
Le conglomérat Daewoo est fondé en 1967 par Kim Woo-choong. Son fondateur l’a appelé Daewoo, ce qui signifie « grand univers » en coréen. Profitant des orientations économiques voulues par le président Park Chung-hee, il s'agrandit et se diversifie rapidement.
Le groupe peut par ailleurs exercer de fortes pressions sur les pays d'implantation ; en 1993, ayant acquis une usine de montage en Ouzbékistan, Daewoo fait modifier la législation sociale qui interdisait la production en continu avec trois équipes de huit heures.
Malgré un endettement excessif, le groupe se maintient grâce aux appuis politiques dans plusieurs pays et à la position de son dirigeant à la tête de la Fédération coréenne des industries. Sa position devient cependant de plus en plus fragile. Le président Kim Young-sam impose de nouvelles orientations et son successeur Kim Dae-jung souhaite la restructuration de l'économie de son pays. Daewoo est finalement démantelé en 1999 par le gouvernement sud-coréen à la suite d'une faillite frauduleuse. La branche commerce international et constructions de Daewoo Corporation a été divisée en trois sociétés distinctes : Daewoo International Corporation, Daewoo Engineering & Construction Company Limited et Daewoo Corporation.
L'ancien patron Kim Woo-choong a été condamné par la justice sud-coréenne, le 30 mai 2006, à dix ans de prison pour fraude et détournement de fonds en liaison avec cette faillite retentissante. Il a été gracié lee 30 décembre 2007 par le président Roh Moo-hyun, dans le cadre traditionnel des grâces pour la nouvelle année. Il meurt d'une pneumonie à l'hôpital universitaire Ajou de Suwon, dix jours avant son 83e anniversaire, en décembre 2019.

## Le groupe avant 1999
Le groupe Daewoo d'avant la crise asiatique, qui amena sa dissolution, comprenait les divisions suivantes :
- Daewoo Heavy Industries (DHI) : créateur de machines pour l'industrie lourde, y compris des véhicules.
- Daewoo Shipbuilding & Marine Engineering : conception de porte-conteneurs, cargos, pétroliers, et aéronefs. Elle devient en 2000 une société indépendante.
- Daewoo Corporation : comprenait entre autres Daewoo Construction qui façonnait des autoroutes, des bâtiments divers, en particulier en Afrique et au Moyen-Orient. Elle a été divisée en trois sociétés distinctes.
- Daewoo Electronics : tout équipement électrique et électronique, y compris les ordinateurs et les composants, avec les sous-divisions Daewoo Electronic Components Co., Daewoo Electric Motor Industries Ltd. et Orion Electric Co. Ltd.
- Daewoo Telecom Ltd. : toutes les télécommunications.
- Daewoo Precision Industries : développait des armes à feu de petit calibre et des pièces automobiles. Réactivée en 2002 avec changement de nom en 2006, S&T Daewoo Co.
- Daewoo Textile Co. Ltd.
- Mirae Asset Daewoo : société d'assurances.
- Posco Daewoo : commerce international.
- Daewoo Development Co. Ltd. : gestion du parc hôtelier Daewoo, détenait une franchise Hotels Hilton en Corée du sud.
- IAE (Institute for Advanced Engineering) : centre de recherche et développement.
- GM Korea : développement de véhicules camions, bus, et automobiles comprenant Daewoo Automotive Components Co. Ltd., Daewoo Bus Co. Ltd., Daewoo Commercial Vehicle Co. Ltd.
- Zyle Daewoo Motor Sales : commercialisait les véhicules de la marque et ceux de GM, avec les sous-divisions Architectural Iaan Div. et SAA-Seoul Auto Auction.

## Daewoo après la crise
- POSCO International Corporation : dirigée par Si-bo JOO, commerce, investissement et développement économique[5].
- Daewoo Engineering & Construction (E&C) : dirigée par Jong-Huc Seo, architecture, BTP.
- Daewoo Corporation
- Daewoo Electronics : appareils électroménagers, Hi-Fi et vidéo, filiale de Dongbu Group depuis 2013.
- GM Daewoo : automobile, filiale de General Motors.
- S&T Daewoo : née le 13 septembre 2006, dirigée par Kim Taekwon, industrie de précision (moteurs, électronique, équipement automobile...)[6]
- DSME : dirigée par Nam Sang-Tae, conçoit et développe toujours dans l'architecture marine[7].
- Tata Daewoo Commercial Vehicle, véhicules utilitaires, filiale de Tata Motors.

### Daewoo Motors

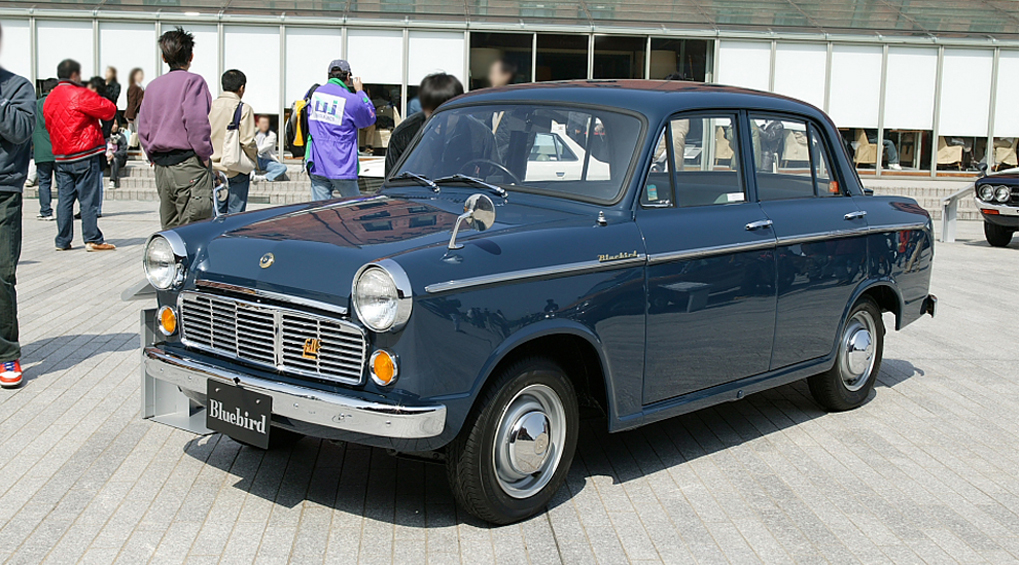
Datsun Bluebird 310 (1959-63)

Daewoo Motors était un constructeur automobile sud-coréen créé en 1982 et faisait partie du groupe Daewoo. À l'origine, en 1937, la société National Motor Company a été créée à Bupyeong-gu, Incheon, en Corée japonaise.
En 1962, le gouvernement sud-coréen, une junte militaire qui a renversé la 2e république de Corée du Sud le 16 mai 1961, promulgue la « Loi sur la promotion de l'industrie automobile » qui interdit l'importation d'automobiles assemblées,. C'est le ministre du Commerce et de l'Industrie, qui avait choisi de d'autoriser une seule entreprise dans chaque segment de produit afin de maximiser les économies d'échelle.
En novembre 1962, la société est renommée Saenara Motor, seule autorisée à importer en CKD et à assembler des automobiles de tourisme. Un accord est signé avec le japonais Nissan pour assembler localement sous licence le Datsun Bluebird PL310. Saenara Motor a été le premier constructeur automobile coréen à disposer d'une ligne d'assemblage moderne. En raison d'une pénurie de devises étrangères, la junte a bloqué les importations ce qui a provoqué l'arrêt de la fabrication en mai 1963, après avoir assemblé seulement 2 773 exemplaires. Saenara Motor s'est effondrée en juillet 1963, entraînant son transfert de propriété sous gestion conjointe par le ministère et Hanil Bank (en).
En novembre 1963, la société Shinjin, productrice de pièces détachées depuis 1954, se lance dans l'assemblage automobile avec le modèle Shinsungho (ou Sinsungho), une copie exacte du Saenara Bluebird, mais équipé d'un moteur Jeep,. Le modèle Shinsungho a été assemblé en 322 exemplaires jusqu'en 1966,,.

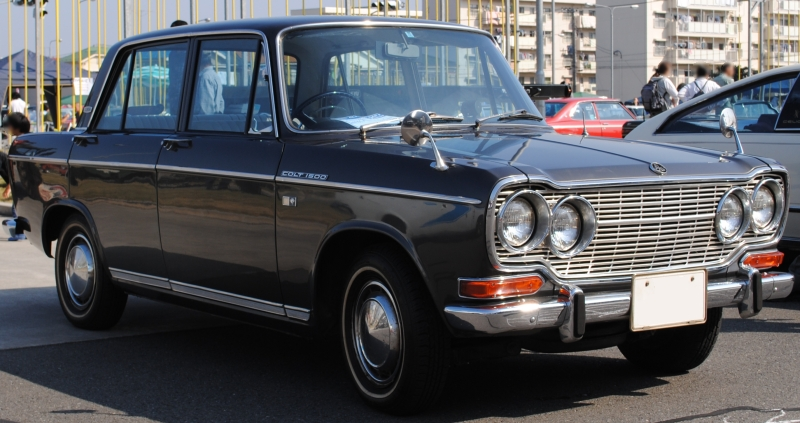
Mitsubishi Colt 1500

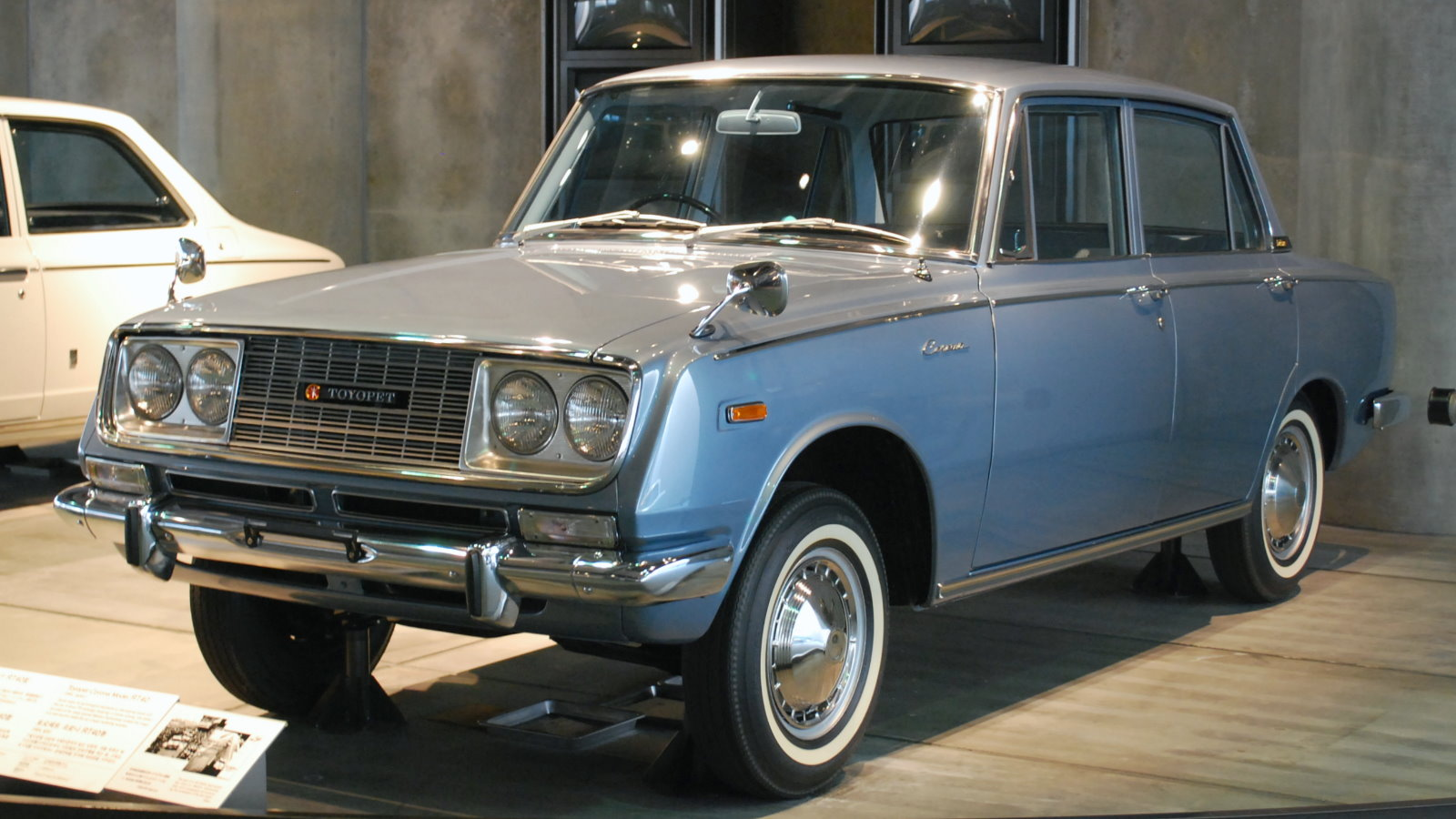
1964 Toyota Corona 3e génération

En août 1964, le nouveau ministre sud-coréen du commerce et de l'industrie dévoile un nouveau plan automobile qui prévoit un secteur pièces et composants unique chargé également de l'assemblage automobile. Le gouvernement autorise la société Shinjin à assembler des automobiles via une nouvelle division Shinjin Automobile Company mais doit prendre le contrôle, en novembre 1965, de Saenara Motor,,,.
Shinjin Motors engage une coopération technique avec Mitsubishi Motors pour importer des kits à assembler en CKD de la Mitsubishi Colt 1500. Cet accord est dénoncé un an plus tard alors que seulement 100 exemplaires ont été importés et assemblés.
En janvier 1966, Shinjin Motors engage une collaboration technique et financière avec Toyota pour assembler localement le modèle Toyota Corona 3e génération. Cet accord est approuvé par le ministère le 2 février 1966 sous réserve que le modèle comporte 21% de composants locaux. La première Toyota Corona a été assemblée en mai 1966.
En décembre 1966, le gouvernement sud-coréen décide de mettre fin au monopole détenu par Shinjin Motors. En 1967, la constitution de Hyundai est approuvée, suivie en 1968 d'Asia Motors et de Kia Motors en 1971,. La disparition du monopole, en liaison avec le développement des relations technologiques avec des constructeurs étrangers, a considérablement augmenté la production automobile de la Corée du Sud qui est passée de 7 400 exemplaires en 1966 à 33 000 en 1969.
En 1972, Toyota se retire de Shinjin Motors car Toyota veut s'implanter en Chine mais la république populaire de Chine interdit aux sociétés présentes en Corée du Sud et à Taiwan d'opérer en Chine continentale.
Shinjin Motors crée alors une coentreprise (50/50) avec General Motors baptisée GMK (GM Korea), renommée Saehan Motor en 1976, GM ayant été autorisé à racheter les parts de Toyota.
À la suite de difficultés financières, Shinjin Motors vend sa participation dans GMK en novembre 1976 à la Korea Development Bank (KBD). GMK est renommé Saehan Motors,. KBD a revendu sa participation au groupe Daewoo en 1978.
En décembre 1982, Saehan Motors est racheté par le conglomérat Daewoo et, en janvier 1983, est renommé Daewoo Motors. À la fin des années 1990, le groupe Daewoo rencontre de grosses difficultés financières (80 milliards US$ de dettes) qui l'amènent à vendre Daewoo Motors à General Motors en 2001. En 2011, elle devient une filiale de GM et est renommée GM Korea.
En avril 1974, une coentreprise distincte (50-50) est créée entre Shinjin Motors et American Motors Corporation (AMC), baptisée Shinjin Jeep Motors. Le mois suivant, Shinjin Motors conclue un contrat de partenariat technique avec AMC et en octobre 1974, la production sous licence de modèles Jeep commence. En mars 1979, AMC renonce à sa participation dans l'entreprise qui est transformée en une société nationale et renommée Shinjin Motors. En février 1981, la société a été à nouveau renommée Keohwa. En décembre 1984, la société a été reprise par Dong-A Motors. C'est sous la marque « Dong-A » que toutes les Jeep de fabrication coréenne ont été commercialisées à partir de 1985. En septembre 1986, SsangYong rachète Dong-A et renomme l'entreprise « SsangYong Motor Company » en mars 1988. Dans le même temps, toutes les ex modèles Jeep produits par Keohwa sous la marque « Dong-A » ont été rebaptisés « SsangYong ». En 1997, Daewoo Motor rachète SsangYong mais fait faillite en 2000. En 2003, 4 constructeurs se portent candidats pour racheter SsangYong et en 2004, SAIC en rachète 48,9 % (51,33 % en 2005). En faillite à nouveau en 2009, il est repris à 70 % par Mahindra & Mahindra. Placé en redressement judiciaire en décembre 2020, SsangYong est racheté par KG Group en 2022 et renommé KG Mobility en 2023.

### En France: l'affaire Daewoo
Après avoir reçu de très nombreux avantages de l'État français depuis 1986 (46 millions d'€), l'entreprise quitte la Lorraine en licenciant tout son personnel.
En 1998, le groupe Daewoo décide d'un vaste plan de restructuration devant conduire à la fermeture de 32 de ses 47 usines dans le monde. Au fil d'une succession de plans sociaux, trois usines lorraines, employant 1 200 salariés, sont fermées : l'usine de Villers-la-Montagne, l'usine de Fameck, l'usine de Mont-Saint-Martin.